# Буковичор (Долж)
Буковичор (рум. Bucovicior) насеље је у Румунији у округу Долж у општини Вела. Oпштина се налази на надморској висини од 220 m.

## Становништво
Према подацима из 2002. године у насељу је живело 507 становника, од којих су сви румунске националности.